# Limnebius almoranus
Limnebius almoranus är en skalbaggsart som beskrevs av Knisch 1924. Limnebius almoranus ingår i släktet Limnebius och familjen vattenbrynsbaggar. Inga underarter finns listade i Catalogue of Life.